# Aphonopelma waconum
Aphonopelma waconum là một loài nhện trong họ Theraphosidae.
Loài này thuộc chi Aphonopelma. Aphonopelma waconum được Ralph Vary Chamberlin miêu tả năm 1940.